# Corynofrea
Corynofrea är ett släkte av skalbaggar. Corynofrea ingår i familjen långhorningar.
Kladogram enligt Catalogue of Life:
| Corynofrea | \| \| Corynofrea camerunica \| \| \| \| \| \| Corynofrea mirabilis \| \| \| \| \| \| Corynofrea rubra \| \| \| \| |
|            | \| \| Corynofrea camerunica \| \| \| \| \| \| Corynofrea mirabilis \| \| \| \| \| \| Corynofrea rubra \| \| \| \| |
|            | Corynofrea camerunica                                                                                             |
|            | |
|            | Corynofrea mirabilis                                                                                              |
|            | |
|            | Corynofrea rubra                                                                                                  |
|            | |